# Jean Roberg
Jean (Johan) Paul Roberg, född 13 februari 1788 i Stockholm, död 27 oktober 1863 i Stockholm, var en svensk revisor och  målare.
Han var gift med Maria Lovisa Westin och far till teaterdekoratören Emil Roberg. Han studerade målning för Louis Belanger och medverkade i Konstakademiens utställningar. Hans konst består till stor del av kopior av andra mästares verk utförda i olja. Han omtalas 1830 som bokhållare vid Kronouppbördsverket och senare som revisor. 